# Orpheu (revista)

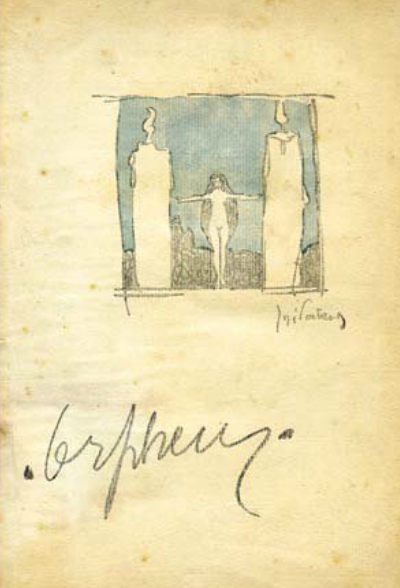
Orpheu, fascículo n.º 1,
Janeiro–Fevereiro–Março de 1915,
capa de José Pacheco.

Orpheu - Revista Trimestral de Literatura foi um veículo de comunicação publicado em Lisboa em apenas dois números, correspondentes aos primeiros dois trimestres de 1915, sendo o terceiro número cancelado devido a dificuldades de financiamento. Apesar disso, a revista exerceu uma notável e duradoura influência: o seu vanguardismo inspirou movimentos literários subsequentes de renovação da literatura portuguesa. 
Malgrado o impacto negativo que Orpheu causou na crítica do seu tempo, a relevância desta revista literária advém de ter, efectivamente, introduzido em Portugal o movimento modernista, associando nesse projecto importantes nomes das letras e das artes, como Fernando Pessoa, Mário de Sá-Carneiro, Almada-Negreiros ou Santa-Rita Pintor, que ficaram conhecidos como geração d'Orpheu.

## Orpheu, um projecto luso-brasileiro
Em finais de Março de 1915 surgiu o primeiro número da revista Orpheu, propriedade da firma "Orpheu, Lda.", destinada a Portugal e Brasil, com 83 páginas impressas em excelente papel e tipo agradável, tendo como directores Luís de Montalvor (para Portugal) e Ronald de Carvalho (para o Brasil), e como editor o jovem António Ferro. 
Entre outros, contava com a colaboração de Fernando Pessoa, Mário de Sá-Carneiro e José de Almada Negreiros. Na "Introdução", Luiz de Montalvôr apresentava a orientação estética da revista como "um exilio de temperamentos de arte" baseado num "principio aristocratico" de "harmonia estética", com "desejos de bom gosto e refinados propositos em arte".

## A recepção deOrpheu
A recepção desta revista trimestral de literatura não foi pacífica, bem pelo contrário, desencadeando uma controvérsia que se propagou pela imprensa portuguesa da época, com notícias e críticas de primeira página. Os comentários jocosos ridicularizavam os jovens escritores, apontados como doidos varridos, sobretudo devido aos poemas "16", de Mário de Sá-Carneiro, e "Ode Triunfal", de Álvaro de Campos, heterónimo de Fernando Pessoa. Em 4 de Abril de 1915, o próprio Pessoa escreveu a Armando Côrtes-Rodrigues, descrevendo o sucesso da revista e o enorme escândalo que provocou:
"Ontem deitei no correio um Orpheu para si. Foi só um porque podemos dispor de muito poucos. Deve esgotar-se rapidamente a edição. Foi um triunfo absoluto, especialmente com o reclame que A Capital nos fez com uma tareia na 1.ª página, um artigo de duas colunas. Não lhe mando o jornal porque lhe escrevo à pressa, da Brasileira do Chiado. Para a mala seguinte contarei tudo detalhadamente. Há imenso que contar.
Agora tenho tido muito que fazer. Da livraria depositária é que seguirão os exemplares para os assinantes e livrarias daí. Naturalmente não há números para irem para todos os nomes que v. indica. Vão para alguns. Naturalmente temos que fazer segunda edição. Somos o assunto do dia em Lisboa; sem exagero lho digo. O escândalo é enorme. Somos apontados na rua, e toda a gente — mesmo extra literária — fala no Orpheu.
Há grandes projectos. Tudo na mala seguinte.
O escândalo maior tem sido causado pelo 16 do Sá-Carneiro e a Ode Triunfal. Até o André Brun nos dedicou um número das Migalhas."
Fernando Pessoa, Correspondência 1905-1922, Lisboa, Assírio & Alvim, 1999, p. 161.

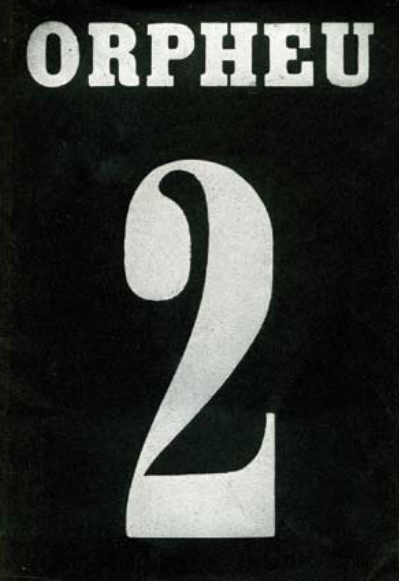
Orpheu, fascículo n.º 2,
Abril–Maio–Junho de 1915.

Duas semanas depois, noutra carta para Armando Côrtes-Rodrigues, Pessoa confirma o êxito da revista:
"Lembrou-me hoje de repente, e felizmente lembrou-me a tempo, visto que são 19. E não tenho tempo para tratar de reunir alguns, pelo menos, dos artigos que se têm escrito sobre o Orpheu; tenho pena de que o não possa fazer, porque v. havia de rir imenso com eles. Para a outra mala — definitivamente lho prometo — não esquecerei. Tantos e tais foram os artigos, que em três semanas o Orpheu se esgotou — totalmente, completamente se esgotou."
Fernando Pessoa, Correspondência 1905-1922, Lisboa, Assírio & Alvim, 1999, p. 162.

Aproveitando o escândalo que se gerara com o lançamento da revista, Fernando Pessoa e Mário de Sá-Carneiro, que figuram como directores do segundo número, acentuam o seu carácter provocador e contrafactual, revelando nomes como Santa-Rita Pintor, artista plástico "futurista" e Ângelo de Lima, poeta marginal internado no manicómio de Rilhafoles desde 1900.
Fernando Pessoa escreveu ao poeta Camilo Pessanha, então funcionário em Macau, pedindo autorização para publicar poemas dele. Nesta carta, Pessoa assumia já a direcção de Orpheu, descrevendo a revista como se segue:
"Sou um dos directores da revista trimestral de literatura Orpheu. Não sei se V. Ex.ª a conhece; é provável que não a conheça. Terá talvez lido, casualmente, alguma das referências desagradáveis que a imprensa portuguesa nos tem feito. Se assim é, é possível que essa notícia o tenha impressionado mal a nosso respeito, se bem que eu faça a V. Ex.ª a justiça de acreditar que pouco deve orientar-se, salvo em sentido contrário, pela opinião dos meros jornalistas. Resta explicar o que é Orpheu.
É uma revista, da qual saíram já dois números; é a única revista literária a valer que tem aparecido em Portugal, desde a Revista de Portugal, que foi dirigida por Eça de Queirós.
A nossa revista acolhe tudo quanto representa a arte avançada; assim é que temos publicado poemas e prosas que vão do ultra-simbolismo ao futurismo. Falar do nível que ela tem mantido será talvez inábil, e possivelmente desgracioso. Mas o facto é que ela tem sabido irritar e enfurecer, o que, como V.
Ex.ª muito bem sabe, a mera banalidade nunca consegue que aconteça. Os dois números não só se têm vendido, como se esgotaram, o primeiro deles no espaço inacreditável de três semanas. Isto alguma coisa prova — atentas as condições artisticamente negativas do nosso meio — a favor do interesse que conseguimos despertar. E serve ao mesmo tempo de explicação para o facto de não remeter a V. Ex.ª os dois números dessa revista. Caso seja possível arranjá-los, enviá-los-emos sem demora."
Fernando Pessoa, Correspondência 1905-1922, Lisboa, Assírio & Alvim, 1999, pp. 184-185.

## Vida e morte deOrpheu

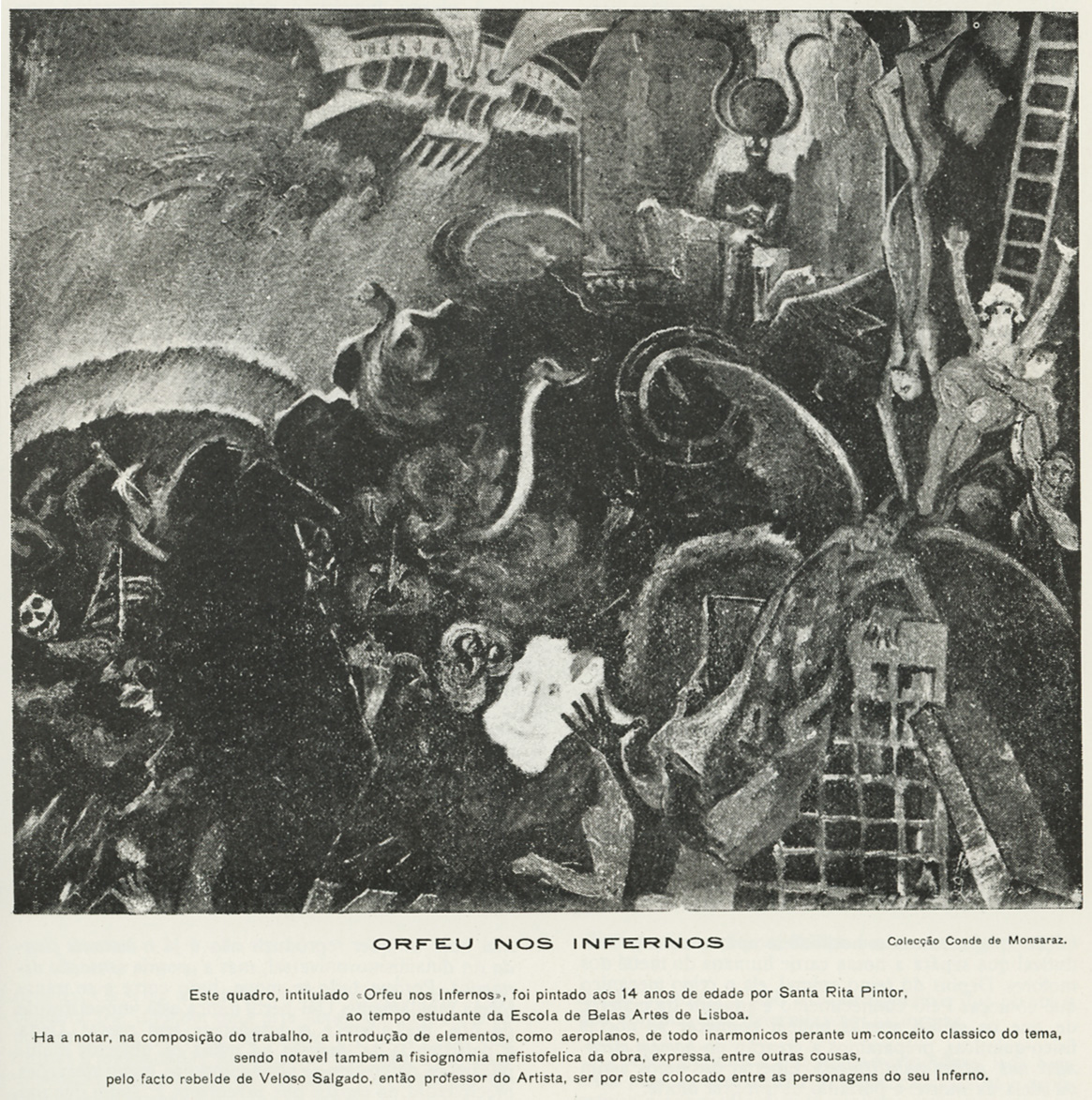
Santa-Rita Pintor, Orpheu nos Infernos, óleo sobre tela, reproduzido na revista Portugal Futurista, em Novembro de 1917.

Em Julho de 1915, Alfredo Guisado e António Ferro anunciaram publicamente o seu afastamento da revista por divergências políticas com Fernando Pessoa, aliás, Álvaro de Campos, e Mário de Sá-Carneiro partiu precipitadamente para Paris. Em 13 de Setembro desse ano, Sá-Carneiro escreveu a Fernando Pessoa, informando que o seu pai não podia continuar o mecenato involuntário da revista, esfumando-se assim o projectado terceiro número de Orpheu.
No ano seguinte ocorreria o trágico suicídio de Mário de Sá-Carneiro, em Paris, e Santa-Rita Pintor, que colaborou com quatro hors-texte no segundo número da revista, morreria também, assim como o pintor Amadeu de Souza-Cardoso, de quem Fernando Pessoa chegou a pensar inserir trabalhos no terceiro número de Orpheu.
A "publicação eventual" Portugal Futurista, dirigida por Carlos Filipe Porfírio, continuou a tradição vanguardista e provocadora de Orpheu, com trabalhos dos seus colaboradores, designadamente Raul Leal, Mário de Sá-Carneiro, Fernando Pessoa, Álvaro de Campos, Almada Negreiros e Santa-Rita Pintor, bem como de Amadeu de Souza-Cardoso. Para alguns críticos, o único número de Portugal Futurista, publicado em Novembro de 1917 e apreendido de seguida, foi o herdeiro de Orpheu e o seu real terceiro número.
Orpheu marcou a história da literatura portuguesa do século XX, sendo considerada o marco inicial do Modernismo em Portugal, e os seus protagonistas ficaram conhecidos como "Geração d'Orpheu". Apenas doze anos depois, a importância desta publicação começaria a ser reconhecida pela "segunda geração modernista" nas páginas da revista Presença, publicada em Coimbra de 1927 a 1940, a qual contou também com grandes nomes da literatura portuguesa, como José Régio, Miguel Torga e Vitorino Nemésio.

## Primeiro número, Janeiro–Fevereiro–Março 1915
Contribuíram para o primeiro número de Orpheu Luís de Montalvor, Ronald de Carvalho, Mário de Sá-Carneiro, Fernando Pessoa, Alfredo Pedro Guisado, Almada Negreiros, Armando Côrtes-Rodrigues e José Pacheko, que desenhou a capa e foi responsável pela direcção gráfica. O nome do jovem António Ferro consta também neste primeiro número da revista como editor. 
No final da introdução a esta primeira edição, assinada pelo seu director Luís de Montalvor, o grupo manifesta o propósito de ir ao encontro de alguns "desejos de bom gosto e refinados propósitos em arte que isoladamente vivem para aí", convictos de que a revista, pelo seu carácter inovador, revela um sinal de vida no ambiente literário português, manifestando esperança na adesão do "público leitor de selecção" a este projecto literário. 
Se, nesses leitores de "selecção", o primeiro número da revista encontrou "contentamento e carinho", no público em geral causou escândalo e polémica. A revista abalou decididamente o meio literário português pela ousadia e vanguardismo de alguns dos seus textos. Foi, sem dúvida, um sinal de vida que rompeu com as tradições literárias e significou o advento do Modernismo em Portugal.

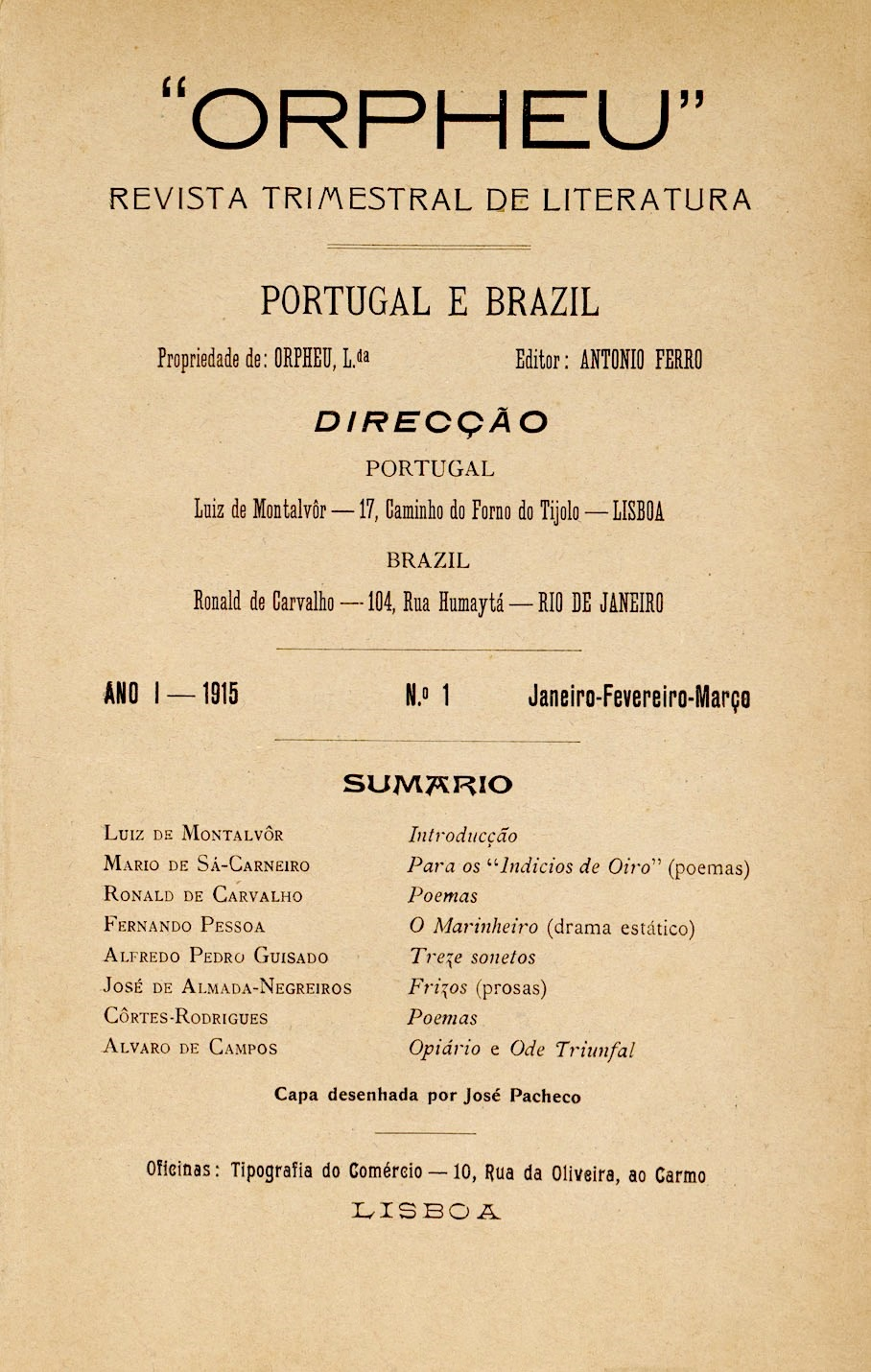
Folha de rosto do fascículo n.º 1,
Janeiro–Fevereiro–Março de 1915.

"ORPHEU" - Revista Trimestral de Literatura
Ano I - 1915, N.º 1, Janeiro - Fevereiro - Março
Propriedade de: Orpheu, Lda.
Editor: Antonio Ferro
Direcção: Luiz de Montalvôr e Ronald de Carvalho
Oficinas: Tipografia do Comércio
- 10, Rua da Oliveira, ao Carmo - Lisboa.
Capa desenhada por José Pacheco
Sumario:
Luiz de Montalvôr - Introducção
Mario de Sá-Carneiro - Para os "Indicios de Oiro" (poemas)
Ronald de Carvalho - Poemas
Fernando Pessoa - O Marinheiro (drama estático)
Alfredo Pedro Guisado - Treze Sonetos
José de Almada-Negreiros - Frizos (prosas)
Côrtes-Rodrigues - Poemas
Alvaro de Campos - Opiário e Ode Triunfal

## Segundo número, Abril–Maio–Junho 1915

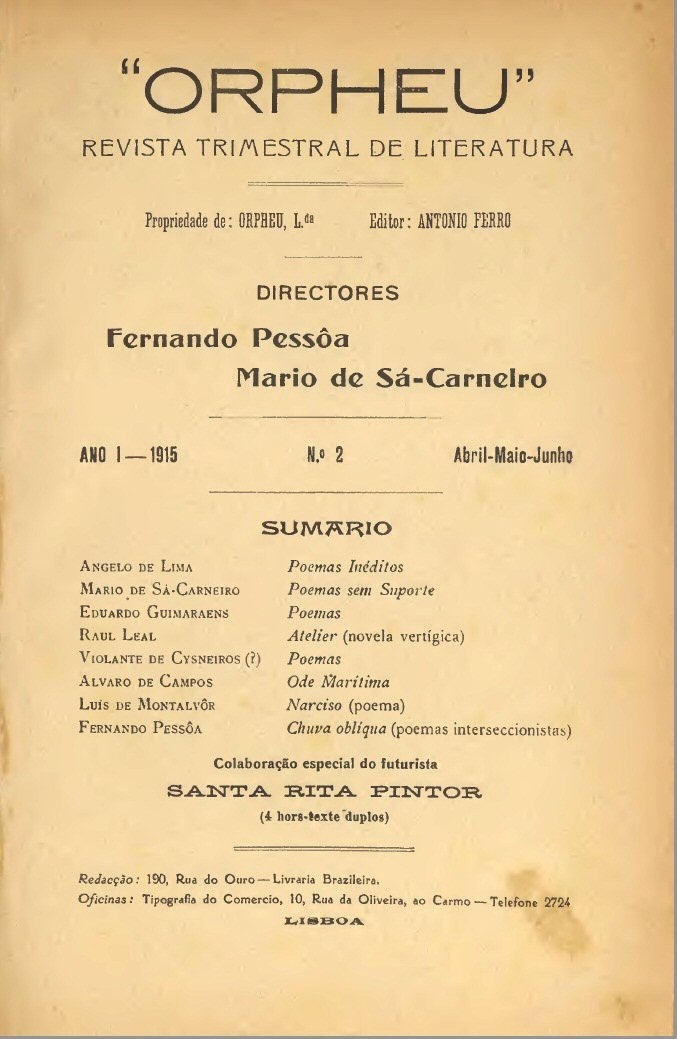
Folha de rosto do fascículo n.º 2,
Abril–Maio–Junho de 1915.

O segundo número da revista, sob a direcção de Fernando Pessoa e Mário de Sá-Carneiro, inclui textos de Ângelo de Lima, Mário de Sá-Carneiro, Raul Leal, Violante de Cysneiros, Luís de Montalvor, Fernando Pessoa e Álvaro de Campos. Esta edição contou também com a colaboração plástica do "futurista Santa-Rita Pintor", de quem são reproduzidos 4 trabalhos:
1. Estojo scientífico de uma Cabeça + aparelho ocular + sobreposição dynamica visual + reflexos de ambiente * luz, (sensibilidade mecanica), Paris ano 1914.
2. Compenetração estática interior de uma cabeça = complementarismo congénito absoluto, (sensibilidade lithographica), 
 Paris anno 1913.
3. Syntese geometral de uma cabeça * infinito plastico de ambiente * transcendentalismo phisico, (sensibilidade radiographica), Paris anno 1913.
4. Decomposição dynamica de uma mesa + estylo do movimento, (interseccionismo plástico), Paris anno 1913.
"ORPHEU" - Revista Trimestral de Literatura
Ano I - 1915, N.º 2, Abril - Maio - Junho
Propriedade de: Orpheu, Lda.
Editor: Antonio Ferro
Direcção: Fernando Pessoa e Mário de Sá-Carneiro
Redacção: 190, Rua do Ouro - Livraria Brasileira
Oficinas: Tipografia do Comercio
- 10, Rua da Oliveira, ao Carmo - Telefone 2724, Lisboa
Colaboração especial do futurista Santa Rita Pintor
(4 hors-texte duplos)
Sumario:
Angelo de Lima - Poemas Inéditos
Mario de Sá-Carneiro - Poemas sem Suporte
Eduardo Guimaraens - Poemas
Raul Leal - Atelier (novela vertígica)
Violante de Cysneiros (?) - Poemas
Alvaro de Campos - Ode Marítima
Luiz de Montalvôr - Narciso (poema)
Fernando Pessôa - Chuva oblíqua (poemas interseccionistas)

## O atribulado destino deOrpheu 3
O número 2 da revista trimestral de literatura anunciava que: "O 3º número de ORPHEU será publicado em Outubro, com atraso dum mês, portanto — para que a sua acção não seja prejudicada pela época morta". 
A partida precipitada de Mário de Sá-Carneiro para Paris, em Julho de 1915, não interrompeu o projecto da revista. Ele e Fernando Pessoa continuaram a trabalhar para a publicação, chegando a ter planeado um sumário para o terceiro número, de acordo com uma carta de Sá-Carneiro para Pessoa, de 31 de Agosto de 1915. Contudo, a recusa do pai de Sá-Carneiro em continuar o seu mecenato involuntário da revista, obrigou-o a desistir da publicação:
"Custa-me muito a escrever-lhe esta carta dolorosa — dolorosa para mim e para você. Mas por mim já estou conformado. A dor é pois neste momento sobretudo pela grande tristeza que lhe vou causar. Em duas palavras: temos desgraçadamente de desistir do nosso Orfeu. Todas as razões lhe serão dadas, melhor pela carta do meu Pai que junto incluo e que agradeço não deixe de ler.
Claro que é devida a um momento de exaltação. No entretanto, cheia de razões pela conta exorbitante que eu obrigo o meu Pai a pagar — o meu Pai foi para África por não ter dinheiro e que lá não ganha sequer para as despesas normais, quase. Compreende que seria abusar demais, seria exceder a medida mais generosa depois duma conta tipográfica de 560 000 réis, depois da minha fugida para aqui — voltar daqui a três ou quatro meses a pedir-lhe para saldar uma conta de 30 ou 40 000 réis — na melhor das hipóteses — do n.º 3 do Orfeu — feito ainda sob a minha responsabilidade (mesmo que eu estivesse certo de tirar toda a despesa) seria na verdade mostrar demais a minha insubordinação."
Mário de Sá-Carneiro, Cartas de Mário de Sá-Carneiro a Fernando Pessoa Lisboa, Assírio & Alvim, 2001, p. 209.

Apesar do suicídio de Sá-Carneiro em Paris, a 26 de Abril de 1916, Fernando Pessoa não desistiu do terceiro número de Orpheu. A 4 de Setembro desse ano, escreveu a Côrtes-Rodrigues que a revista deveria sair ainda nesse mês:
"Vai sair Orpheu 3. É aí que, no fim do número, publico dois poemas ingleses meus, muito indecentes, e, portanto, impublicáveis em Inglaterra. Outra colaboração do número: Versos do Camilo Pessanha (a propósito não cite isto a ninguém), versos inéditos do Sá-Carneiro, A Cena do Ódio do Almada-Negreiros (que está actualmente homem de génio em absoluto, uma das grandes sensibilidades da literatura moderna), prosa do Albino de Meneses (não sei se v. conhece) e, talvez, do Carlos Parreira, e uma colaboração variada do meu velho e infeliz amigo Álvaro de Campos.
Orpheu 3 trará, também quatro hors-texte do mais célebre pintor avançado português — Amadeu de Sousa Cardoso.
A revista deve sair por fins do mês presente. Para a mala que vem já lhe poderei dar notícias mais detalhadas."
Fernando Pessoa, Correspondência 1905-1922, Lisboa, Assírio & Alvim, 1999, pp. 220-221.

Contudo, os poemas de Camilo Pessanha não foram publicados na revista Orpheu, mas sim na revista Centauro (incluindo os que Pessoa tinha em mente para Orpheu 3), para a qual, aliás, Fernando Pessoa também contribuiu com o poema "Passos da Cruz". Com efeito, o número único da revista Centauro, publicado em Outubro de 1916, constitui uma espécie de continuação do primeiro número da revista Orpheu, na linha Decadentista de Luís de Montalvôr, também editor desta revista. 
Mais tarde, em 11 de Julho do ano seguinte, Fernando Pessoa escreveu a José Pacheco, arquitecto e responsável gráfico de Orpheu, pedindo ao amigo:
"Temos de nos encontrar para discutirmos as páginas de resguardo e o prospecto a distribuir, assim como a forma de reclame, definitivamente: são cousas, todas ellas, que temos de combinar e tratar conjunctamente.
O Serra (encarregado da tipografia do Falcão) pediu que lhe dessem mais umas folhas de papel para Orpheu, para tirar mais uns 6 ou 7 exemplares a mais."
Fernando Pessoa, Correspondência 1905-1922, Lisboa, Assírio & Alvim, 1999, p. 248.

A publicação do sempre adiado Orpheu 3 seria anunciada, mais uma vez, numa nota do Ultimatum de Álvaro de Campos, edição em separata da revista Portugal Futurista, publicada em 1917: 'Saudação a Walt Whitman' (in Orpheu 3 a aparecer em Outubro 1917)".
A verdade, porém, é que a capa não foi impressa e apenas chegaram até nós as provas de página, embora muito diferentes do sumário inicialmente idealizada por Pessoa e Sá-Carneiro, em Agosto de 1915. Ficaram também excluídos os dois poemas ingleses, "muito indecentes, e, portanto, impublicáveis em Inglaterra", que Pessoa pretendia inserir no "Orpheu 3" em 1916. Estes poemas foram, aliás, publicados separadamente em Lisboa, pelo escritor, em 1918: Antinous e 35 Sonnets.
Mais tarde, em 31 de Janeiro de 1928, Fernando Pessoa revelava a José Régio, um dos editores da revista coimbrã Presença que pretendia publicar um poema inédito de Mário de Sá-Carneiro, pois pouco havia já de inédito do seu malogrado amigo:
"Pouco já há. Mando-lhe um, que, por ser a primeira das 'Sete Canções de Declínio', que estiveram impressas no Orpheu 3 que não saiu, denominei, por minha conta, 'Canção de Declínio'.
Creio que esta canção é inédita. Na Contemporânea utilizaram essa folha impressa do Orpheu-aborto para dela extraírem, de acordo comigo, várias composições do Sá-Carneiro."
Fernando Pessoa, Correspondência 1923-1935, Lisboa, Assírio & Alvim, 1999, p. 133.

Em 6 de Junho de 1931, numa carta para João Gaspar Simões, outro editor da revista Presença, Fernando Pessoa confirma a informação prestada três anos antes a José Régio, acerca das "Sete Canções do Declínio": "Desconta-se, claro está, a publicação no Orpheu 3 que nunca saiu, mas de que foram impressas algumas folhas".
Em Novembro de 1935 foi publicado o terceiro número da revista Sudoeste, dirigida por Almada Negreiros, edição evocativa do vingésimo aniversário de Orpheu que incluía contribuições de quase todos os colaboradores dos dois números publicados da revista trimestral de literatura. A edição abre com o pequeno texto "Nós os de 'Orpheu'", de Fernando Pessoa, que termina com a frase "Orpheu Acabou. Orpheu continua". Este número da revista Sudoeste anuncia também "Brevemente 'ORPHEU 3'". Contudo, Fernando Pessoa faleceu em 30 de Novembro de 1935, pelo que o Orpheu 3 ficou, mais uma vez, adiado sine die.
O terceiro número da revista Orpheu (provas de página) apenas seria publicado em 1983.
"ORPHEU" - Revista Trimestral de Literatura
N.º 3, a publicar em Outubro de 1917.
PROVAS DE PÁGINA:
Mario de Sá-Carneiro - Poemas de Paris
Albino de Menezes - Apoz o Rapto (composição)
Fernando Pessoa - Gladio e Além-Deus (poemas)
Augusto Ferreira Gomes - Por Esse Crepusculo a Morte de um Fauno…
José de Almada-Negreiros (poeta sensacionista e narciso do Egypto) - A Scena do Odio
D. Thomaz de Almeida - Olhos 

C. Pacheco - Para Alem Doutro Oceano (notas)
Castello de Moraes - Névoa (composição)
Dada a impossibilidade de Fernando Pessoa e Mário de Sá-Carneiro publicarrm o terceiro número de Orpheu, Santa-Rita Pintor, pretendia dar continuidade à publicação, mas os directores da revista não o levaram a sério. Em carta para o Pintor, Pessoa escreveu em 21 de Setembro de 1915:
"De resto, Orpheu não acabou. Orpheu não pode acabar. Na mitologia dos antigos, que o meu espírito radicalmente pagão se não cansa nunca de recordar, numa reminiscência constelada, há a história de um rio, de cujo nome apenas me entrelembro, que, a certa altura do seu curso, se sumia na areia. Aparentemente morto, ele, porém, mais adiante — milhas para além de onde se sumira — surgia outra vez à superfície, e continuava, com aquático escrúpulo, o seu leve caminho para o mar. Assim quero crer que seja — na pior das contingências — a revista sensacionista Orpheu."
Fernando Pessoa, Correspondência 1905-1922, Lisboa, Assírio & Alvim, 1999, p. 172-173.

Em carta para Fernando Pessoa, a 25 de Setembro de 1915, Mário de Sá-Carneiro confirmava a ideia do amigo sobre a imortalidade da revista: "Você tem mil razões: O Orfeu não acabou. De qualquer maneira, em qualquer 'tempo' há-de continuar. O que é preciso é termos 'vontade'."